# Paradaxata villosa
Paradaxata villosa är en skalbaggsart som beskrevs av Stefan von Breuning 1938. Paradaxata villosa ingår i släktet Paradaxata och familjen långhorningar. Inga underarter finns listade i Catalogue of Life.